# 高田の定理
高田の定理（たかだのていり）は、円に内接する五角形についての定理である。
1989年4月、当時岩手県立盛岡第一高等学校1年生だった高田英行（現東邦大学理学部情報科学科准教授）によって予想され、『大学への数学』への投稿をきっかけに東京理科大学教授の大槻富之助が証明し、発見者の名をとって高田の定理と名づけられた。高田の円とも呼ばれる。
高校生による業績ということで雑誌やテレビ番組に取り上げられ、話題となった。

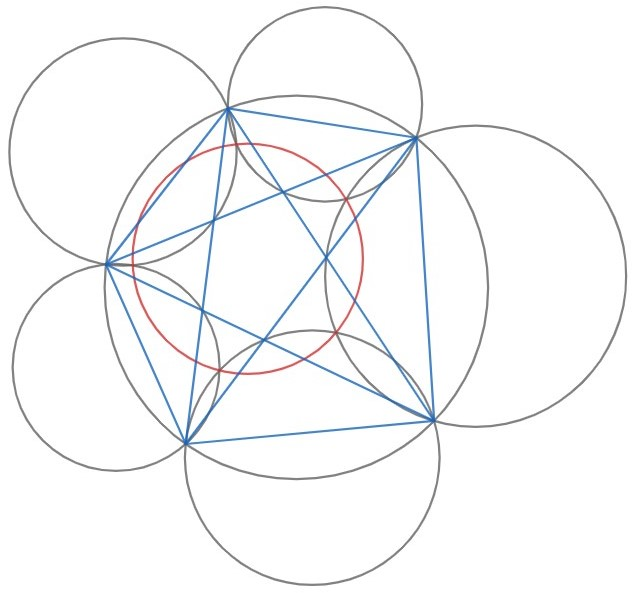
赤い円が高田の円

## 概要
円に内接する五角形の辺と対角線に囲まれて、五芒星に含まれない5つの三角形の外接円を描いたとき、隣同士の外接円が交わる点のうち五角形の頂点でないほうの点はすべて同一円に含まれているという定理である。

## 関連文献
- “4.8 ミケル（Miquel）の五点円”. 中日本建設コンサルタント株式会社. 易しくない 計算幾何学.   橋梁＆都市PROJECT (2008年4月). 2021年9月6日閲覧。